# Halsa

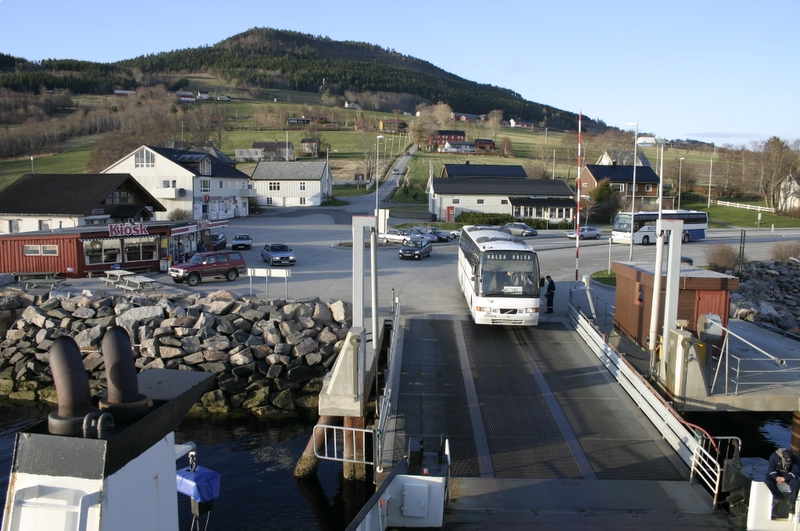
Halsa nhìn từ một chiếc phà

Halsa là một đô thị ở hạt Møre og Romsdal, Na Uy.
Halsa được thành lập thành một đô thị vào ngày 1 tháng 1 năm 1838 (xem formannskapsdistrikt). Phần lớn Valsøyfjord, và một phần của Aure đã được nhập vào Halsa ngày 1 tháng 1 năm 1965.
Tên đô thị này được đặt theo một nông trang Halsa (tiếng Na Uy Cổ Hölsvinjar) do nhà thờ đầu tiên được xây ở đây.
Cho đến năm 1918, tên này được viết là Halse.